# Limoncello

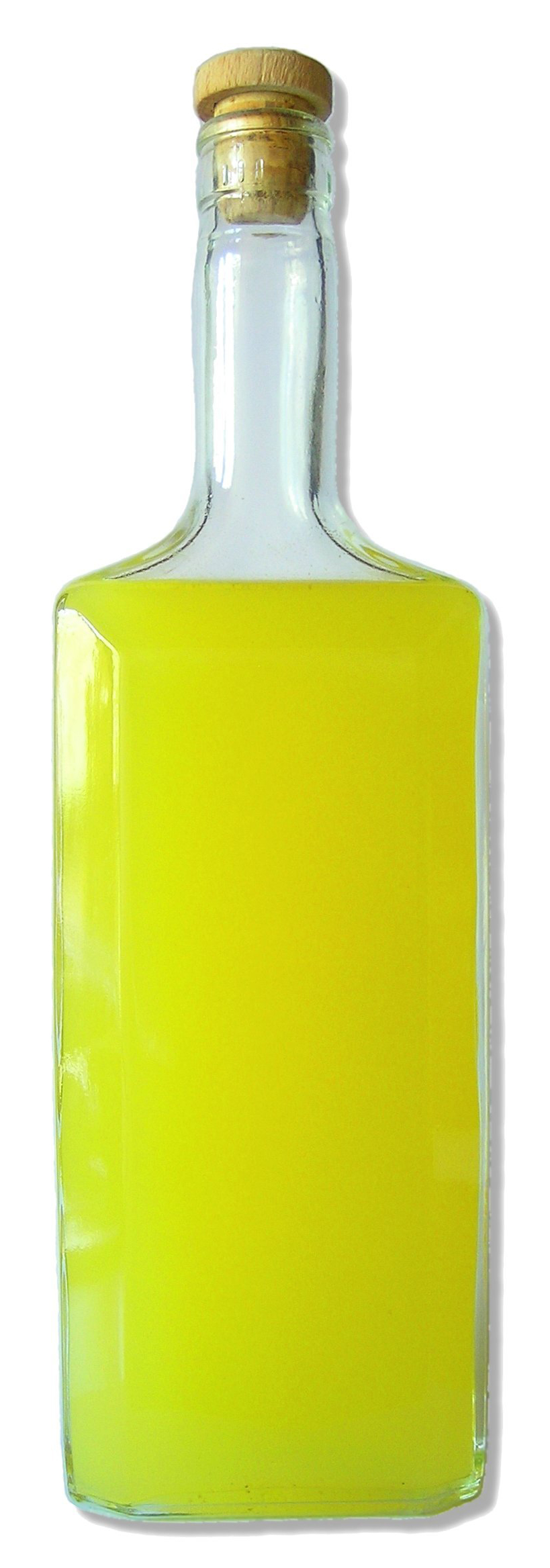
Limoncello caseiro

Limoncello é um licor de limão produzido originalmente no sul da Itália, especialmente na região do golfo de Nápoles, na Costa Amalfitana e nas ilhas de Ischia e Capri, mas também é produzido na Sicília e na Sardenha. É feito à base de limão, álcool, água e açúcar; deve ser mantido no congelador e, consequentemente, bebido bem gelado.

## Similares produzidos no Brasil

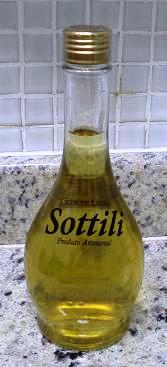
Licor de limão feito em Jaú

No Brasil, um licor similar, denominado de Citroncello Positano, é produzido na cidade gaúcha de Xangri-lá . É fabricado a partir do limão siciliano, em processo artesanal de infusão de suas cascas em álcool de cereais. Outras similares são: em São José dos Pinhais o "Limão Gelo" ou "Georges Aubert Limone", também no Rio Grande do Sul, além do licor produzido de maneira artesanal na cidade de Jaú, estado de São Paulo, substituindo-se o álcool de cereais por cachaça.

## Receita
- 1 litro de álcool de cereais (pode-se usar vodca[1])
- 1 litro água
- 15 limões sicilianos
- 500g de açúcar

Deixar a casca dos limões junto com o álcool em um recipiente fechado por uma semana, agitando-o 1 vez por dia.
Juntar depois os outros componentes a essa mistura e esperar mais um dia. Após esse período, a solução é coada, e o licor estará pronto.
Segundo a tradição siciliana, o limoncello é degustado como um licor. Nos Estados Unidos é comum beber-se como a vodca, em "shots" e gelada.